# Zenon, die kleine Heldin des 21sten Jahrhunderts
Zenon, die kleine Heldin des 21sten Jahrhunderts ist ein US-amerikanischer Fernsehfilm des Disney Channels aus dem Jahr 1999. Die Literaturverfilmung nach den gleichnamigen Buch von Marilyn Sadler und Roger Bollen war ursprünglich als Pilotfilm einer Fernsehserie gedacht.

## Handlung
Im Jahr 2049 lebt die 13-jährige Zenon Kah mit ihren Eltern, einem Forscherehepaar, seit acht Jahren in einer Raumstation. Die Erde empfindet sie als gefährlichen Ort voller Krankheiten, Erdbeben und Umweltverschmutzung. Als Zenon sich während der Schlafenszeit in den Gängen aufhält, beobachtet sie zufällig den Assistenten des Raumstationsbesitzers bei einer verdächtigen Handlung. Sie beachtet dies nicht weiter, als sie zufällig einen Fan-Wettbewerb ihrer Lieblingsband 'Microbe' gewinnt, dabei auch den Bandleader 'Protozoa' treffen und mit der Band auf der Bühne stehen darf, wenn diese die Station besuchen.
Als Zenon aber erneut gegen Stationsvorschriften verstößt, wird sie von ihren Eltern auf die Erde zu ihrer Tante geschickt, um sie 'zur Vernunft' zu bringen. Ihre Freundin Nebula schenkt ihr zum Abschied einen Ohrring aus einer Mini-CD. Der Assistent erkennt die CD wieder und weiß um die Gefahr, die von dieser ausgeht. Zenon muss währenddessen versuchen, mit dem Erdenleben zurechtzukommen. Obwohl sie beinahe ihre neue Schule abbrennt und kein Geld hat, um Essen zu kaufen, findet sie schnell Freunde und Verbündete. Mit deren Hilfe findet sie heraus, dass der Besitzer der Station ebendiese in die Luft jagen will, um Geld von der Versicherung zu erhalten. Das Virus, das ebendies herbeiführen soll, befindet sich auf Zenon's CD.
Zenon will zurück zur Station, um ihre Eltern zu retten. Diese glauben jedoch, sie wolle bloß wegen des Konzerts zurück, und verweigern ihr ein Shuttle-Ticket. Es gelingt ihr jedoch mit ihrer Tante als blinder Passagier mit der Band mitzufliegen und so zurück zur Station zu gelangen. In letzter Sekunde kann sie den Computerabsturz und somit das Ende der Station verhindern und alle retten.

## Kritik
„Science-Fiction-Komödie für die ganze Familie, die aber wegen ihrer jugendlichen Heldin und ihrer rasanten Machart eher beim Teenager-Publikum Anklang findet.“